# Kriegerdenkmal Annaburg

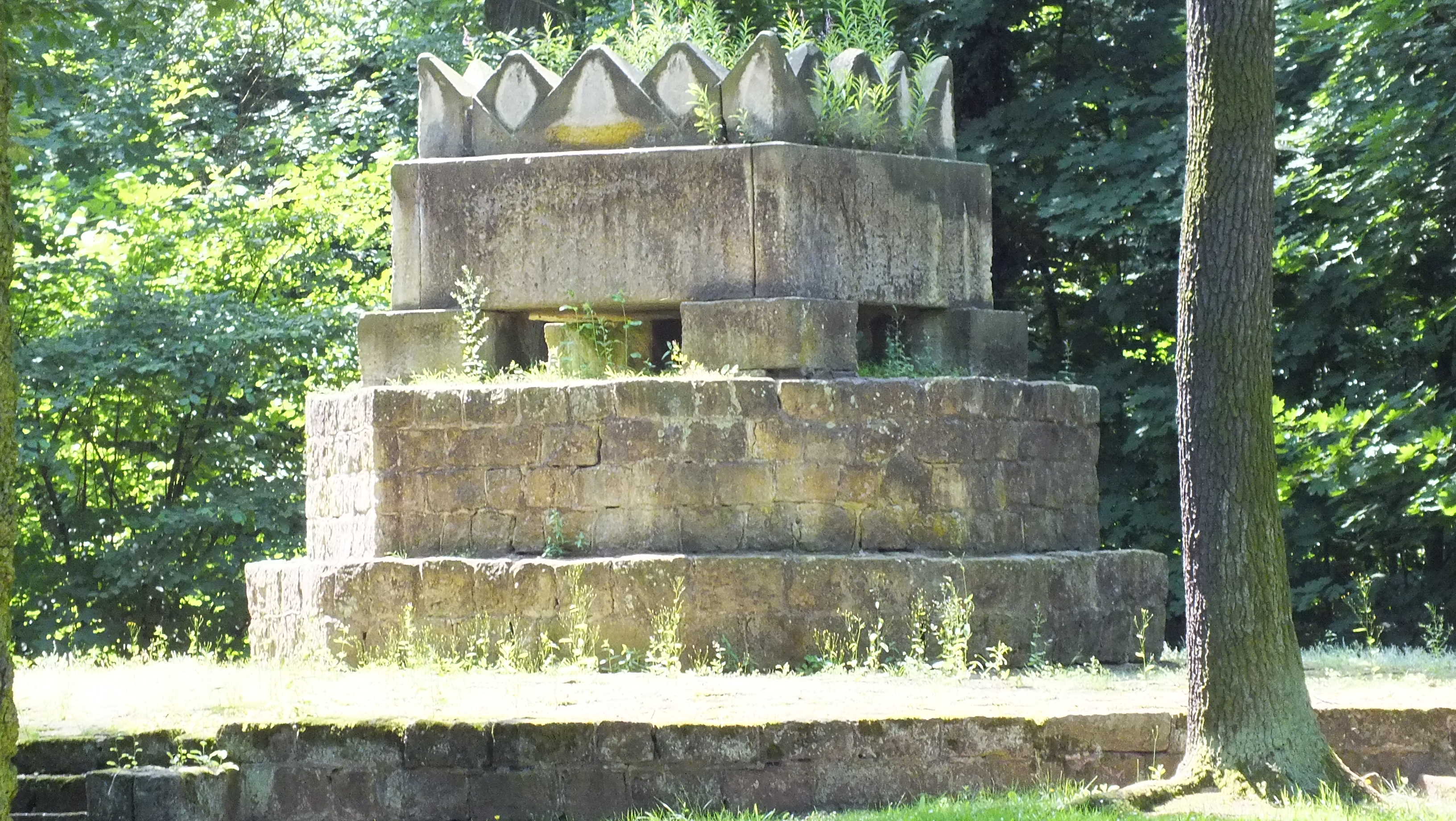
Kriegerdenkmal Annaburg, 2013

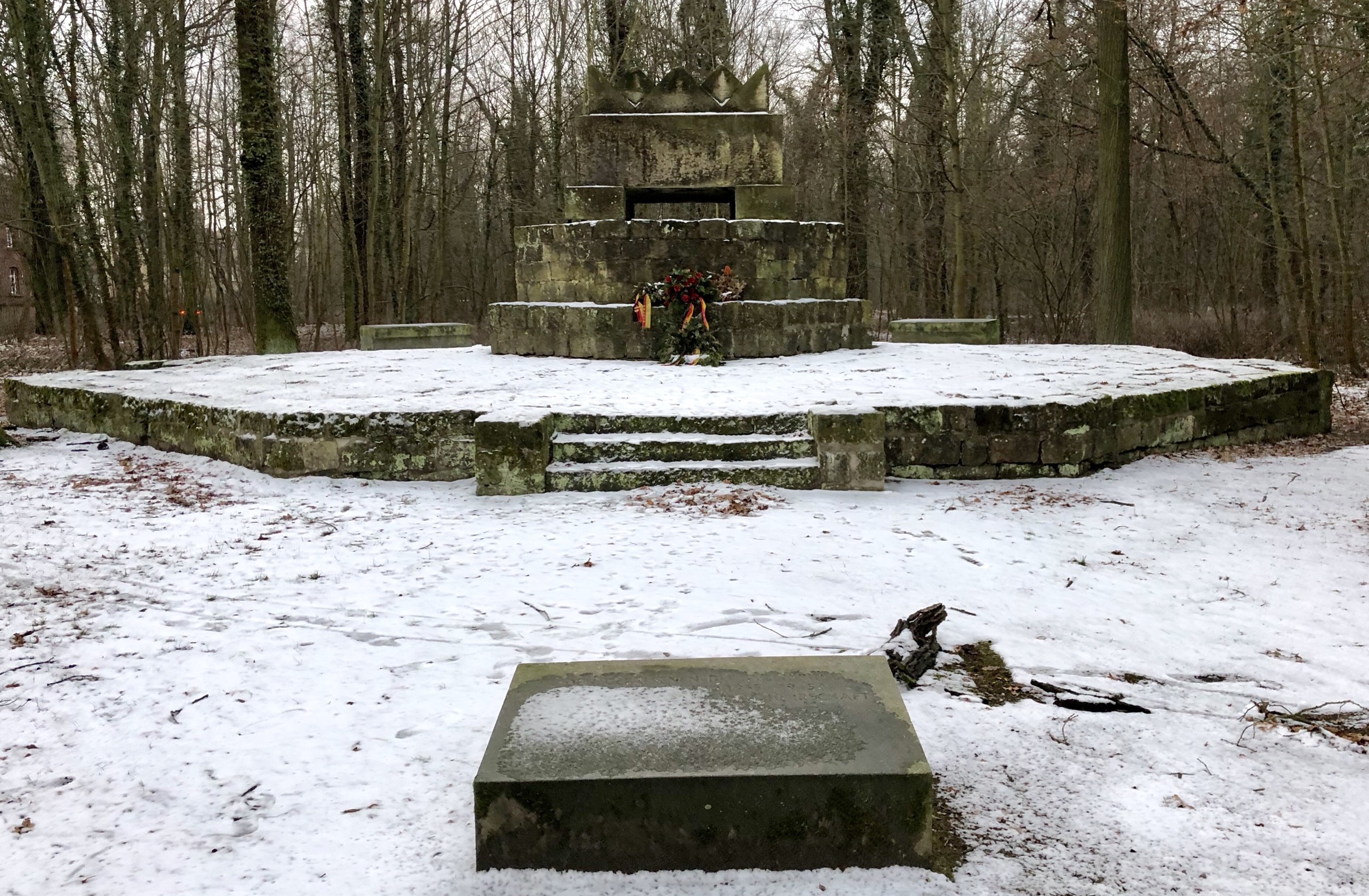
Februar 2019

Das Kriegerdenkmal Annaburg ist ein denkmalgeschütztes Kriegerdenkmal in der Stadt Annaburg in Sachsen-Anhalt.

## Lage
Es befindet sich südlich der Torgauer, westlich der Zülldorfer Straße im westlichen Teil Annaburgs, im vorderen Teil des Tiergartens.

## Architektur und Geschichte
Das Kriegerdenkmal wurde in der Mitte der 1920er Jahre für die Gefallenen des Ersten Weltkriegs errichtet. Es wurde als monumental wirkender Kubus aus Sandstein unter Nutzung von Formen des Art déco, nach anderer Einschätzung des Expressionismus. errichtet. Der Unterbau ist mehrstufig ausgeführt, bekrönt ist das Denkmal mit an Flammen erinnernden Zacken.
Im örtlichen Denkmalverzeichnis ist das Kriegerdenkmal unter der Erfassungsnummer 094 35217 als Kleindenkmal verzeichnet.